# Bride Wars - La mia migliore nemica
Bride Wars - La mia migliore nemica (Bride Wars) è un film commedia romantica del 2009 diretto da Gary Winick, con protagoniste Anne Hathaway e Kate Hudson.
La pellicola è uscita negli Stati Uniti il 9 gennaio 2009 e in Italia il 20 febbraio successivo.

## Trama
Liv ed Emma sono amiche da sempre, entrambe sono fidanzate e per organizzare il matrimonio dei loro sogni si rivolgono alla wedding planner più prestigiosa di New York. Entrambe vogliono sposarsi al Plaza, ma per errore i loro matrimoni vengono prenotati nella stessa data: non essendoci altre date disponibili prima di tre anni, si crea uno scompiglio perché ognuna desidera che l'altra sia la sua damigella d'onore.
Iniziano così a discutere su chi delle due debba sposarsi al Plaza a giugno, il sogno di una vita per entrambe, ma dopo che Emma, la più timida, si stanca di essere sempre messa da parte da Liv, comincia una vera e propria guerra fatta di dispetti. Tutto questo rende le due ragazze molto diverse da come sono di solito: Liv diventa più emotiva, in particolare dopo aver perso un importante contratto di lavoro, Emma invece più decisa a furia di arrabbiarsi per i dispetti di Liv. Continuano a rovinarsi i preparativi del matrimonio a vicenda, ma nessuna delle due rinuncia alla data.
Il giorno del matrimonio entrambe si presentano al Plaza. Prima di entrare nelle rispettive sale preparate per le cerimonie si incontrano e vedendosi in abito da sposa si sorridono, ma quando Emma fa il suo ingresso in sala viene proiettato un suo vecchio video imbarazzante: il video viene visto da tutti gli invitati, incluso lo sposo. Emma si infuria ed entra nella sala di Liv: inizia una lotta tra le due amiche sotto gli occhi increduli di tutti. Le ragazze, sfinite, si ritrovano sdraiate sul pavimento e stremate arrivano ad una tregua. Subito dopo, però, Emma capisce di non amare più il suo fidanzato e di non essere più la ragazza di cui lui si era innamorato dieci anni prima. Infine Liv ed Emma fanno pace, e così Emma accompagna Liv all'altare come sua damigella d'onore.
Un anno dopo le due amiche si ritrovano in un bar. Emma è tornata dal viaggio di nozze con Nate, fratello di Liv che ha sempre amato la ragazza. Le due brindano al loro legame, ma nessuna delle due può bere perché entrambe sono in dolce attesa e quando scoprono che partoriranno nello stesso periodo, si abbracciano emozionate.

## Riconoscimenti
- 2009 - MTV Movie Awards
  - Candidatura Miglior performance femminile a Anne Hathaway
  - Candidatura Miglior combattimento a Anne Hathaway e Kate Hudson
- 2009 - Razzie Awards
  - Candidatura Peggior attrice non protagonista a Candice Bergen
- 2010 - People's Choice Awards
  - Candidatura Miglior commedia
- 2009 - Teen Choice Awards
  - Miglior attrice in un film commedia a Anne Hathaway
  - Candidatura Miglior attrice in un film commedia a Kate Hudson
  - Candidatura Miglior fischio a Kate Hudson
  - Candidatura Miglior brontolio a Anne Hathaway e Kate Hudson
  - Candidatura Miglior momento da rockstar a Anne Hathaway